# Дарерка Ирландская
Дарерка Ирландская (V век) — сестра святого Патрика, святая. День памяти — 22 марта. Католическая святая. Православная святая, чья память в Русской православной церкви совершается в Третью неделю по Пятидесятнице, в день празднования Собора Британских и Ирландских святых.

## Биография
По преданию, когда святой Патрик посетил Бредах (Moygownagh, Bredach), как об этом сообщает «Трёхчастное житие святого Патрика» он рукоположил Энгуса мак Эйлилла (Aengus mac Ailill), местного вождя в Мовилле, где нынче располагается морской курорт для жителей Дерри. После этого он нашёл трёх диаконов, сыновей своей сестры. Это были святые 
- Рит (Reat), память 3 марта,
- Ненн (Nenn), память 25 апреля, и
- Эдх (Aedh), память 31 августа.

Дарерка дважды была замужем. Её второй муж, Конан Мериадок, основал храм в Бот-Хонейс (Both-chonais), ныне Биннион (Binnion), приход Клонмани, в баронстве Инишоуэн (графство Донегал). Она имела детей от обоих мужей. По преданию, у неё было семнадцать сыновей. Все они, согласно, Колгану (Colgan), стали епископами. Согласно «Трёхчастному житию святого Патрика», от Хонаса у святой Дарерки было четыре сына. Ими были святые епископы 
- Мэл из Ардаха, Риок (Rioc)[2] из Инишбофина,
- Муин (Muinis) из Форгни (Forgney), графство Лонгфорд и
- Мэлху (Maelchu). Можно заметить, что другой святой Муинис, сын Голлита (Gollit), был из Теделя (Tedel), Ара-клиат (Ara-cliath).

У Дарерки была две дочери, святые 
- Эйхе (Eiche) из Килгласса и
- Лаллок (Lalloc) из Сенлиса (Senlis).

Первым мужем Дарерки был Реститут Лангобард (Restitutus the Lombard), после кончины которого она вышла замуж за Хонаса Бретонца. От Реститута она родила святых 
- Сехналла (Sechnall) из Дуншаулина;
- Нектана (Nectan) из Киллунхе (Killunche), что в графстве Лаут и из Феннора (Fennor), что около Слейна;
- Ауксилия из Киллосея (Killossey), что около Нейса, графство Килдэр;
- Диармайда (Diarmaid) из Друйм-коркортри (Druim-corcortri), что около Навана; а также
- Дабонна (Dabonna),
- Могорнона (Mogornon),
- Дриока (Drioc),
- Лугуата (Luguat) и
- Коэмед Макку Бэрда (Coemed Maccu Baird),
- Лангобарда из Клуншейнвилля (Cloonshaneville), что около Френчпарка, графство Роскомон.

Четверо остальных сыновей приписаны Святой Дарерке старыми ирландскими писателями. Это были святые Круммин (Crummin) из Лекуа (Lecua), Мидуу (Miduu), Каранток (Carantoc) и Макейт (Maceaith). Последнего, согласно Дж. Колгану, отождествляют с Лиаманией (Liamania), но его не следует путать со святой Моненной, или Дареркой, поминаемой 6 июля.
Святая Дарерка считается покровительницей острова Валентия.